# Orquestra Sinfônica Nacional Argentina

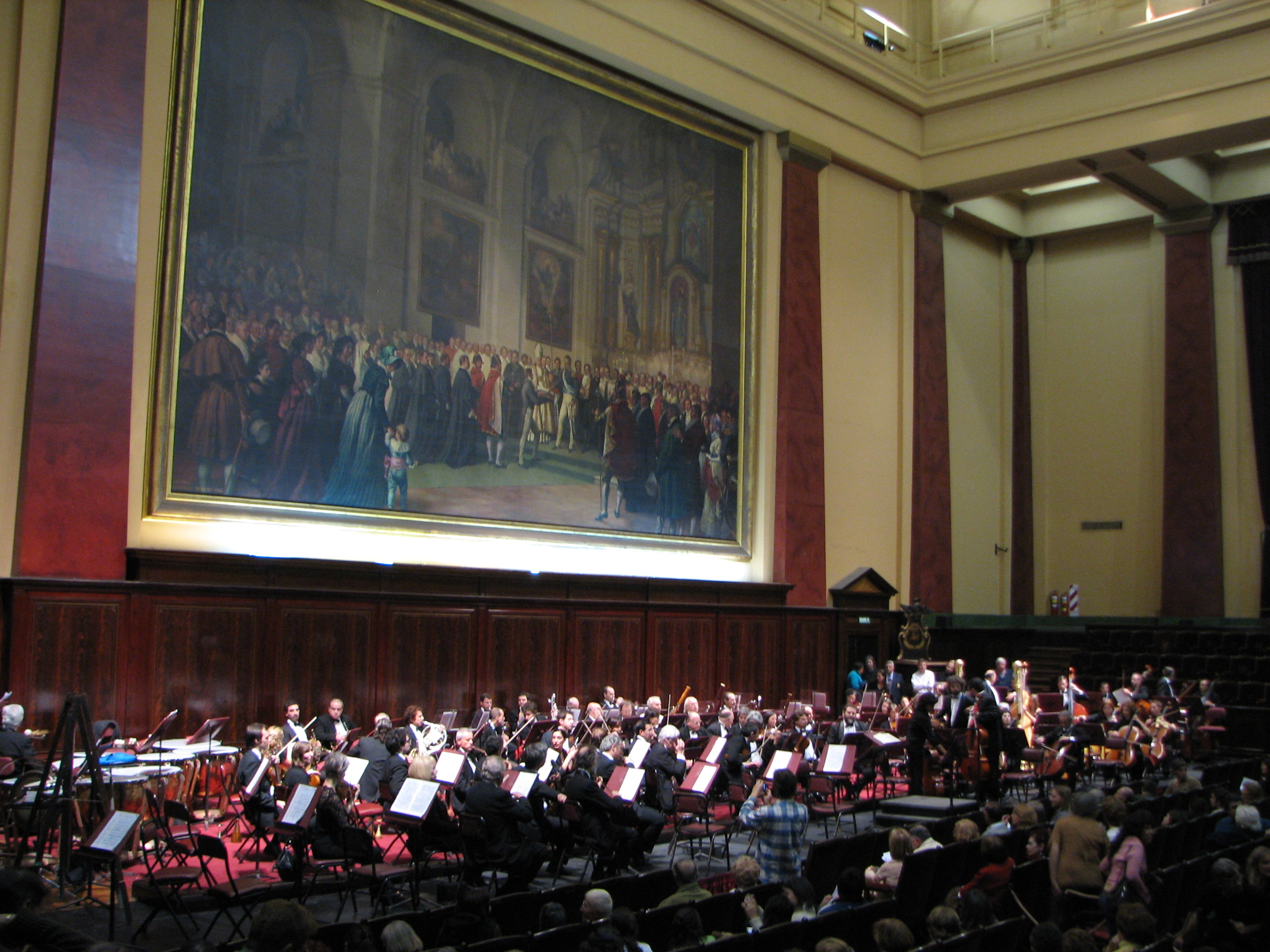
Orquestra Sinfônica Nacional Argentina apresentando a Sinfonia n.º 2 de Mahler.

A Orquestra Sinfônica Nacional Argentina é uma orquestra sinfônica estatal da Argentina, baseada em Buenos Aires.

## História
A orquestra foi fundada em 20 de Novembro de 1948 como Orquestra Sinfônica Estatal, pelo presidente Juan Perón. Foi criada pela Secretaria da Cultura com 92 músicos. Dirigida inicialmente por Roberto Kinsky, a orquestra apresentou seu primeiro concerto no renomado Teatro Colón, dia 30 de Novembro de 1949, com um programa que continha Die Weihe des Hauses de Ludwig van Beethoven, a Sinfonia n.º 2 de Johannes Brahms e Scherzo Fantastico de Igor Stravinsky. Seu repertório foi logo expandido, alcançando compositores argentinos, como os notáveis Carlos Guastavino, Carlos López Buchardo e Alberto Williams. 
Após a saída de Perón, entrou o diretor Juan José Castro na orquestra, ele havia retornado do exilo e conduziu a orquestra pela primeira vez dia 11 de Novembro, conduzindo uma performance de La Mer, de Claude Debussy. Ele trabalhou arduamente para incorporar os trabalhos de compositores contemporâneos, como Olivier Messiaen, Paul Hindemith, Igor Stravisnky e Béla Bartók. Willem van Otterloo e Igor Stravinsky conduziram suas próprias obras em 1960. Frustrado com a burocracia, Castro renunciou ao cargo em Outubro.
A orquestra seguiu uma linha mais tradicional com a chegada de Víctor Tevah a orquestra, em 1961, e os programas contemporâneos foram cancelados. Ele é lembrado pelas turnês bem sucedidas pelos teatros argentinos e pela turnê ao Paraguai, em 1962. Os pontos altos desse períodos são a série de concertos das sinfonias de Beethoven, conduzidas pelo maestro convidado Paul Klecki e as apresentações de Martha Argerich. Em 1966, Teodoro Fuchs foi nomeado o primeiro diretor musical e artístico, desde Castro, mas renunciou um ano depois. A instalação do regime ditatorial  de Juan Carlos Onganía, acarretou em influências na Igreja Católica e o novo diretor Juan Carlos Zorzi regeu muitos Requiems, missas e Te Deums, em colaboração com a Universidade Católica Argentina. Graças ao regime de Onganía, muitos músicos deixaram a orquestra, o que levou a renúncia de Zorzi e em 1970 o maestro espanhol, Jacques Bodmer foi anunciado como novo diretor.
A eleição do Peronista Héctor Cámpora, em 1973, trouxe o suporte a instituição, incluindo o pagamento de salários atrasados. O sucesso das séries de Beethoven no Luna Park Arena, foi seguida do concerto de aniversário de 25 anos, dia 29 de Novembro de 1974. Jorge Fontenla foi nomeado o novo diretor musical em 1978.
A orquestra atraiu figuras internacionais, como os maestros Erich Kleiber, Sir Georg Solti, Ernest Ansermet, Igor Markevitch, Hermann Scherchen, Serviu Celibidache, Rudolf Kempe, Antal Dorati, Sir Malcolm Sargent, Hans Rosbaud, Jean Founet, Igor Stravisnky, Heitor Villa-Lobos, Aram Katchaturian, Frank Martin e Pablo Casals, como também solistas renomados, entre eles Arthur Rubinstein, Ruggiero Ricci, Nicanor Zabaleta, Gyorgy Sandor, Martha Argerich, Uto Ughi e Barry Douglas.
O atual maestro é Pedro Ignacio Calderón.